# 重戦車
重戦車（じゅうせんしゃ）は、第二次世界大戦前から冷戦までの時期に作られた戦車のうち、大きな車体、重装甲、大型砲搭載など様々な条件により同時期の自軍戦車の中で相対的に重量の大きい戦車を指す。
特に第二次世界大戦中は大砲の威力と装甲強化のシーソーゲームが激しく、開戦時には40t程度もあれば重戦車のランクだったが、1944年には70t近くの重戦車が実戦で使用され、188tの“超重戦車”（ドイツ国のマウス）まで試作されるに至った。
戦後になると、エンジン技術の発達、装甲材質の強度向上と軽量化技術の発達で、重戦車としての攻撃力、防御力を持ちつつも中戦車並みの機動力を併せ持つことが可能となり、主力戦車（MBT）として、かつての中・重戦車を統合する存在として汎用的に使われるようになった。さらに戦後の主力戦車も第3世代にいたると、重量は50-60tもしくはそれ以上に達するようになり、車体規模においても大戦期の重戦車にほぼ匹敵するようになった（ドイツ連邦軍が運用するレオパルト2A6/A7、ロシア連邦軍のT-90AとT-14、アメリカ軍のM1エイブラムスA2/A2C、イギリス軍のチャレンジャー2などはそれらの国が大戦中及び大戦後の冷戦初期に製造した重戦車と同等か上回る重量である）。

## 主な重戦車
- M6重戦車
- T29重戦車
- M26パーシング
- M103ファイティングモンスター

- コンカラー

- ARL-44

- KV-1
- KV-2
- IS-1
- IS-2
- IS-3
- T-10

- ティーガーI
- ティーガーII
- マウス

- 九五式重戦車
- オイ車